# Dodekaeder
Dodekaeder (av grekiskans dodeka, tolv, och hedra, säte, grundyta) är en polyeder vars sidor utgörs av tolv liksidiga pentagoner. Dodekaedern är den fjärde av de fem platonska kropparna.

Roterande och ihopfällande dodekaeder.

Den har 20 tretaliga hörn och 30 kanter (att ett hörn är tretaligt betyder att det utgår tre kantlinjer från det).
En regelbunden dodekaeder har Schläfli-symbolen {\displaystyle \scriptstyle {\left\{5,3\right\}}}.
Den dihedrala vinkeln (vinkeln mellan två plan) är π − arctan(2), cirka 116,56°.

## Icke reguljär dodekaeder

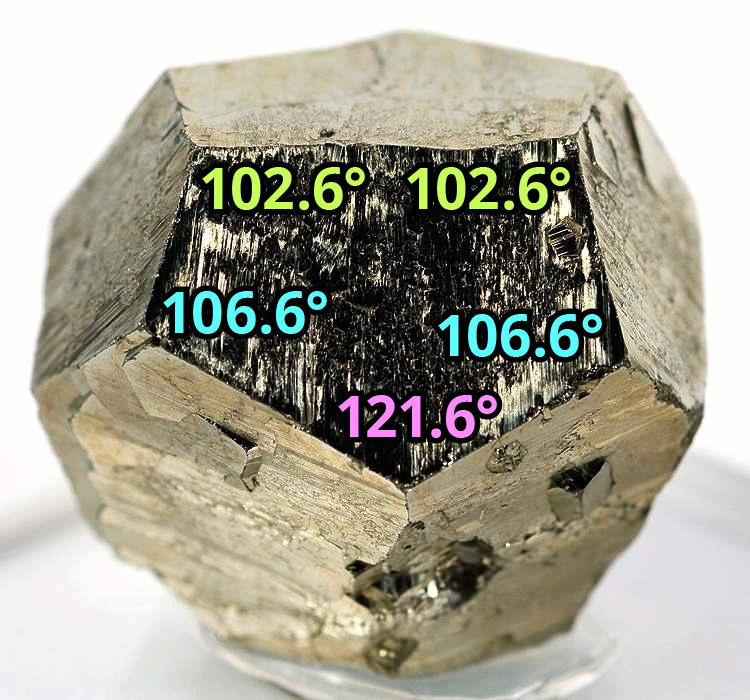
Några vinklar hos en pyritkristall.

Pentagondodekaeder är en kristallform som ibland uppträder hos kubiska mineral. Den har 12 ytor, 20 hörn och 30 kanter men alla kanterna är inte lika långa och i idealfallet är 6 kanter längre än övriga 24. Ytorna är femhörningar men vinklarna mellan ytorna är inte lika stora utan avviker från den reguljära dodekaedern. Denna icke reguljära yttre form (habitus) är vanlig hos mineralet pyrit och uppstår när mineralets form begränsas av ytorna (210). Beteckningen (210) betyder att ytan skär kristallaxlarna a, b och c på cellavståndet 1/2, 1/1 respektive 1/0 (eftersom ett avstånd 1/0 är oändligt stort betyder det att axeln aldrig skärs, det vill säga att ytan är parallell med c-axeln).

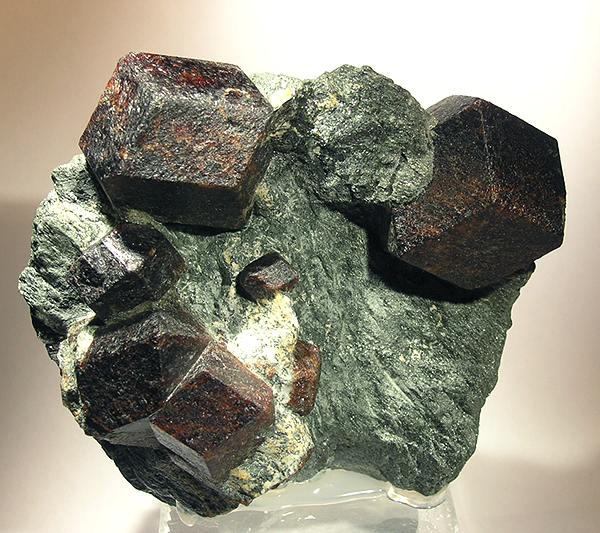
Mörkröda almandinkristaller med rombdodekaederform.

Rombdodekaeder är en kristallform som ibland uppträder hos kubiska mineral. Den har 12 ytor, 14 hörn och 24 kanter. Ytorna är romber som uppstår när kristallens yttre form begränsas av ytorna (110). Formen är vanlig bland annat hos granaten andradit. 

## Romerska dodekaedrar

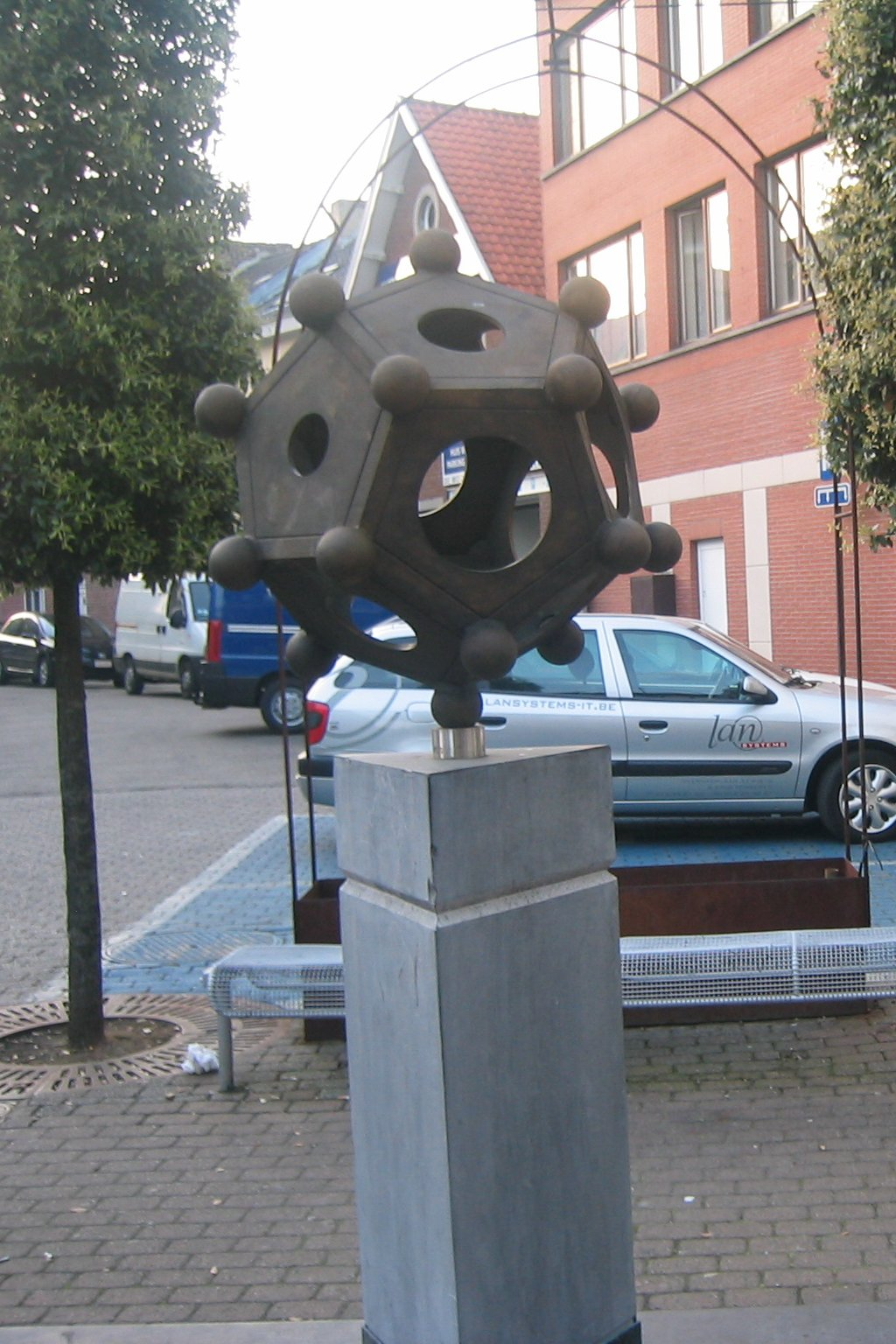
Stor modell av en romersk dodekaeder i Tongeren (Limburg).

På några ställen i Europa har man hittat romerska dodekaedrar av sten och metall. Deras betydelse är okänd.